# Lethlobar mac Loingsig
Lethlobar mac Loingsig (mort en 873) est le 29e roi du Dál nAraidi et un roi d'Ulster du IXe siècle.

## Biographie

### Origine
Lethlobar mac Loingsig roi d'Ulster, est un descendant de Fiachnae mac Báetáin , il est fils de  Loingsech mac Tommaltaig. Bien que son père n'ait assumé ni la royauté sur le Dál nAraidi ni sur l' Ulster, son grand-père, Tommaltach mac Inrechtaig († 790), a contrôlé les deux royaumes. À cette époque deux lignées régnaient sur le  Dál nAraidi : celle dont est issu  Lethlobar dont le pouvoir était centré sur  Mag Line aux alentours de la ville d'Antrim, pendant que la seconde qui s'était établie à  d'Éilne autour de la ville de Coleraine, était connue sous le nom de  « Dál nAraidi du Nord ». Les autres principaux royaumes de la province d'Ulster à l'est de la rivière Bann, étaient le Dál Fiatach et le Uí Echach Cobo, respectivement dans les parties est et ouest de ce qui est actuellement le comté de Down. Le Uí Echach Cobo s'était aligné généalogiquement et politiquement sur le Dál nAraidi, constituant une puissante entité sur la rive est de la rivière Bann ,

### Règne
On connaît peu de choses sur Lethlobar à part sa mention sur les listes royales du Dál nAraidi et de l'Ulster et dans un poème du XIIe siècle « Clann Ollaman Uaisle Emna » c'est-à-dire : Les nobles d'Emain sont les enfants d' Ollam. Il est directement mentionné dans seulement deux entrées dans les annales d'Ulster. La première en 
828, trois ans seulement après la mort de son prédécesseur comme roi de Dál nAraidi, quand Lethlobar défait une armée de Vikings ; la seconde fois lorsqu'il meurt de mort non violente
comme un très vieil homme en 873. Au moins au début de son règne, il y a également des rois de Dál nAraidi du Nord. lorsque les Annales d'Ulster, en 828, mentionnent  Lethlobar « roi de Dál nAraidi », elles relèvent que Cináed mac Echdach, dans son  obit en 832 , est  « roi de Dál nAraidi du Nord », et elles donnent le même titre à Flannacán mac Echdach, peut-être le frère de  Cináed, lorsqu'il est tué en 849 ,.
Le règne de Lethlobar correspond à une période de grande activité des Vikings, et le Cenél nÉogain exerce également une forte pression sur Dál nAraidi du Nord; La question qui se pose, est de savoir si le silence relatif dans les annales indique une paix relative ou n'est que la conséquence du déplacement du centre de l'intérêt de l'annaliste du nord vers la région des Midlands d'Irlande.
Ce silence indique probablement un certain succès. Une distinction peut être établie entre le début et la fin du règne de Lethlobar comme roi de Dál nAraidi. Sa victoire en 828 n'empêche pas des difficultés sérieuses dans la décennie 830: l'une des principales églises de la province, Connor, est saccagée en 832; Un crannog à Lough Bricrenn (Loughbrickland, dans le comté de Down) dans le royaume d'Uí Echach Cobo est pris en 833. La pression viking sur le  nord-est se concrétise par la création d'un camp sur Lough Neagh en 839, d'où « ils pillent les peuples et les églises du nord de l'Irlande » . Ils y demeurent jusqu'au début de 841, cette année, de nouveaux camps sont établis à Linn Duachaill (par Annagassan sur la côte de Louth) et à Dublin. La portée principale des attaques viking s'est ensuite déplacée vers le sud vers les Midlands. Pour les générations suivantes, les principaux points faibles du nord-est de l'Irlande sont le Dál nAraidi du Nord et Dál Fiatach, deux royaumes côtiers exposés aux attaques venant des Hébrides et de l'île de Man. En 866, à l'époque où Lethlobar est Haut-roi de la province d'Ulster mais aussi déjà avancé en âge le roi du Cenél nÉogain, Áed Findliath mac Néill, également roi de Tara, « pille tous les camps maritimes des « Étrangers » de la cote nord tant du Cenél nEógain que du Dál nAraidi » . La région côtière du Dál nAraidi désigne de manière significative le Dál nAraidi du Nord plus certainement que le royaume de l'intérieur de  Lethlobar celui de Mag Line.

## Postérité
La conséquence la plus importante du succès local du règne de Lethlobar est que son fils, Cenn Étig mac Lethlobair († 900), son petit-fils Loingsech mac Cenn Étig († 932) et son arrière-petit-fils Áed mac Loingsig († 972) seront en même temps rois de Dál nAraidi et Ard-ri de la province d'Ulaid; alors que sa fille, Barrdub, avait été l'épouse son prédécesseur comme roi de la province d'Ulster, Matudán mac Muiredaig du Dál Fiatach.